# Tre Cime di Lavaredo
Tre Cime di Lavaredo (Trzy Szczyty Lavaredo) – masyw górski w Alpach, w Dolomitach, w pasmie Dolomiti di Sesto. Składa się z trzech głównych szczytów: Cima Ovest (zachodni szczyt – 2973 m n.p.m.), Cima Grande (wielki szczyt – 2999 m n.p.m.), Cima Piccola (mały szczyt – 2857 m n.p.m.) oraz dwóch mniejszych turni: Piccolissima i Punta di Frida. Na szczyty prowadzą jedynie drogi wspinaczkowe.
Okap na Cima Ovest jest odsunięty o około 40 metrów w rzucie pionowym od podstawy ściany i jest największym okapem w Alpach. Powoduje to, że przy opadach deszczu (bez silnych podmuchów wiatru) kilkudziesięciometrowa strefa u podstawy ściany pozostaje sucha.

## Historia prowadzenia dróg
1933 – Emilio Comici, oraz Angelo Dimai i Giuseppe Dimai wytyczają nową drogę o trudnościach VI stopnia w ciągu 3 dni na północnej, wysokiej na 550 metrów ścianie Cima Grande wykorzystując do tego 350 metrów liny, 90 haków oraz 40 karabinków.
1937 – Emilio Comici drogę wytyczoną w roku 1933 przechodzi samotnie w 4 godziny.
1961 - do końca tego sezonu droga Comiciego i Dimaich uzyskała ponad 500 przejść.